# Ginglymia devia
Ginglymia devia är en tvåvingeart som beskrevs av Henry J. Reinhard 1962. Ginglymia devia ingår i släktet Ginglymia och familjen parasitflugor. Inga underarter finns listade i Catalogue of Life.